# Look and Learn
『Look and Learn』（ルック・アンド・ラーン）は、NHK教育テレビジョンで1982年4月5日から1985年3月11日まで放送されていた中学校1年生向けの学校放送（教科：英語）である。

## 放送時間
| 期間                         | 放送時間             |
| ---------------------------- | -------------------- |
| 1982年4月5日 - 1985年3月11日 | 月曜日 12:00 - 12:20 |

別の時間帯での再放送あり。

## 出演者
- 海崎隆次（1982年度）
- マーク・ソーヤー（1982年度）
- 河野ナナ（1983年度・1984年度）